# WTA Tour Championships 2003 - Doppio
Il doppio del WTA Tour Championships 2003 è stato un torneo di tennis facente parte del WTA Tour 2003.
Elena Dement'eva e Janette Husárová erano le detentrici del titolo, ma quest'anno non si sono qualificate.
Virginia Ruano Pascual e Paola Suárez hanno battuto in finale Kim Clijsters e Ai Sugiyama con il punteggio di 6–4, 3–6, 6–3.

## Teste di serie
1. Kim Clijsters /  Ai Sugiyama (finale)
2. Virginia Ruano Pascual /  Paola Suárez (campionesse)

1. Svetlana Kuznecova /  Martina Navrátilová (semifinali)
2. Cara Black /  Elena Lichovceva (semifinali)

## Tabellone

### Legenda
| - Q = Qualificato - WC = Wild card - LL = Lucky loser | - ALT = Alternate - SE = Special Exempt - PR = Protected Ranking | - w/o = Walkover - r = Ritirato - d = Squalificato |

### Finali
|  | Semifinali | Semifinali                             | Semifinali                             | Semifinali | Semifinali |  |  | Finale | Finale                              | Finale | Finale | Finale |  |
|  |            |                                        |                                        |            |            |  |  |        |                                     |        |        |        |  |
|  | 1          | Kim Clijsters Ai Sugiyama              | Kim Clijsters Ai Sugiyama              | 6          | 6          |  |  |        |                                     |        |        |        |  |
|  | 4          | Cara Black Elena Lichovceva            | Cara Black Elena Lichovceva            | 3          | 4          |  |  | 1      | Kim Clijsters Ai Sugiyama           | 4      | 6      | 3      |  |
|  | 2          | Virginia Ruano Pascual Paola Suárez    | Virginia Ruano Pascual Paola Suárez    | 6          | 6          |  |  | 2      | Virginia Ruano Pascual Paola Suárez | 6      | 3      | 6      |  |
|  | 3          | Svetlana Kuznecova Martina Navrátilová | Svetlana Kuznecova Martina Navrátilová | 4          | 4          |  |  |        |                                     |        |        |        |  |